# Eliezer ben Hyrcanos
Rabbi Eliezer ben Hourcanos (Hyrcan), dit rabbi Eliezer le Grand, ou simplement rabbi Eliezer, est l'un des plus grands tannaïm, Sages du Talmud. Il aurait vécu entre la première et la deuxième génération suivant la destruction du Second Temple de Jérusalem.

## Biographie
Issu d'une famille de riches propriétaires lévites, descendant selon certains de Moïse, Eliezer ben Hyrcanos manifeste, après une vie consacrée à l'agriculture, l'envie d'apprendre la Torah, à l'âge relativement avancé de vingt-huit ans.
Devant le refus réitéré de son père, il profite du premier prétexte venu pour se rendre à Jérusalem, afin d'étudier auprès du plus grand Sage de ce temps, le rabbin Yohanan ben Zakkaï, qui refuse de prime abord. Refusant de tirer profit de sa position, Eliezer préfère se nourrir de terre, jusqu'à ce que le pot aux roses étant découvert, le rabbin le prenne sous son aile et lui enseigne la Torah, tant écrite qu'orale.
Doué d'une volonté inflexible, d'une mémoire incorruptible, et d'un tempérament admirable, rabbi Eliezer ne tarde pas à devenir le disciple préféré de son maître, qui le décrit comme « une citerne bien cimentée dont pas une goutte ne se perd », et affirme que « si les Sages devaient se trouver sur le plateau d'une balance, et rabbi Eliezer sur l'autre, la balance pencherait de son côté ».
Un jour, son père se rend à Jérusalem dans l'intention de le déshériter, mais rabbin Yohanan ben Zakkaï l'invite à une assemblée où se trouvent les plus hauts personnages de Jérusalem. Se sentant peu de choses à côté d'eux, Hyrcan est alors témoin du savoir et de la gloire de son fils, dont le visage « brille comme celui de Moïse descendant du Sinaï ». Il décide alors de lui léguer tous ses biens, en excluant les autres enfants, mais rabbi Eliezer, désintéressé, n'accepte qu'une part égale à celle de ses frères.
Il épouse Emma-Salem, fille de rabban Shimon ben Gamliel le martyr, sœur de rabban Gamliel de Yavné. Pourtant, l'élève de rabban Yohanan ben Zakkaï et beau-frère du Nassi du Sanhédrin, fut le représentant de l'école de Shammaï.
Son nom est indissociablement lié à celui de rabbi Yehoshoua ben Hanania, représentant l'école de Hillel, son plus fidèle ami et contradicteur. C'est à la suite de leurs controverses que fut énoncée la fameuse sentence « Celle-ci et celle-là sont les paroles du Dieu Vivant, mais la halakha suit l'opinion de Bet Hillel. »
L'une de ces plus fameuses controverses est relatée dans le traité talmudique Baba Metsia 59b : concernant le moment où un four peut recevoir l'impureté, rabbi Eliezer, sûr de son droit, refuse de plier à l'opinion de la majorité. Selon le Talmud, la discussion fait rage : les murs de la maison d'étude plient, les arbres se penchent, une voix sort du ciel pour lui donner raison. Néanmoins, rabbi Yehoshoua ordonne aux murs de ne pas tomber, et ils ne font que s'affaisser ; il ordonne à l'arbre de se relever, et il se relève à moitié ; il rétorque au Ciel : « Elle n'est plus dans les cieux » (puisque Dieu l'a donnée aux hommes). Pourtant, rabbi Eliezer persiste. En conséquence, il est excommunié, et se retire à Lod, bien que jouissant toujours d'une grande réputation.
Ses disciples sont aussi nombreux que célèbres : rabbi Akiva, Onkelos, pour ne citer que ceux-là.
Tombé malade à Césarée, il reçoit, un vendredi soir, la visite de ses collègues, auxquels il se plaint de ce qu'on avait négligé de profiter de son savoir. On lui pose alors une question liée aux lois de pureté rituelle (cf. son excommunication, quelques lignes plus haut…). Il expire en répondant « tahor » (« pur »). Son corps est transporté à Lod, où il est enterré.

## Rabbi Eliezer dans la tradition
Il n'existe pratiquement pas une mishna où ne soit mentionnée l'opinion de rabbi Eliezer. Cependant, son opinion n'est presque invariablement pas suivie lorsque l'opinion de rabbi Yehoshoua ou celle des Sages est également mentionnée. Il sert d'avertissement à ceux des Sages et érudits qui, sûrs de leur fait et de leur droit, refuseraient de se plier à l'avis de la majorité. Cependant, ce n'est pas la valeur de ses idées qui est stigmatisée, mais son attitude inflexible jusqu'au-boutiste.
Les Pirke de rabbi Eliezer lui sont également attribués. Il s'agit d'un midrash reprenant ses enseignements. Bien que certains soupçonnent cette œuvre d'être pseudo-épigraphique, la majorité s'accorde à penser qu'il s'articule sur au moins un noyau de ses enseignements.

## Sources
- Salomon Ulmann, notes biographiques, dans Les Maximes Des Pères (Pirké Avoth) et Introduction de Maïmonide (Chemoné Perakim) : Les Huit Chapitres, Paris, Éditions du Sceptre Colbo, coll. « Judaïca-Poche », 1995  (ISBN 2-85332-175-4).
- Adin Steinsaltz, Personnages du Talmud, Paris, Pocket, 2001.